# Usoda živali (Marc)
Usoda živali (nemško Tierschicksale) je slika olje na platnu Franza Marca, ki je nastala leta 1913. To delo je v nasprotju z večino drugih Marcovih del tako, da živali predstavi na brutalen način, namesto da bi jih prikazal na miren način. Marcova močna vez z živalmi kot temami ostaja negotova, a predvideva se, da izvira od njegovega psa iz otroštva.:226 Usoda živali ostaja eno Marcovih najbolj znanih del in prikazuje slog Der Blaue Reiter, ki ga je soustanovil z Vasilijem Kandinskim. Sliko trenutno hranijo v Kunstmuseumu v Baslu v Švici.
Zadnja tretjina slike je bila poškodovana v požaru v skladišču leta 1916 po Marcovi smrti in jo je pozneje obnovil eden od njegovih tesnih prijateljev, Paul Klee. Klee je sliko obnovil po starih fotografijah. Barvi je dodal rjavkast odtenek, ki je ustvaril očitno variacijo od preostale slike. Znanstveniki še niso ugotovili njegove odločitve za barvanje z rjavim odtenkom. O tej temi je bilo podanih veliko mnenj, čeprav nobeno ni bilo dokazano.

## Naslov in predmet
Naslov dela je znan kot Usoda živali. Izhaja iz nemškega imena Tierschicksale, kar v prenesenem pomenu pomeni živalske usode. Domneva se, da je ta naslov predlagal Paul Klee. V pismu Augustu Mackeju se je Marc skliceval na sliko z daljšim naslovom: Drevesa kažejo svoje obroče, živali svoje žile. To je posledica očitnih prisotnih drevesnih obročev in zelenega konja na desni, katerega žile so vidne na telesu. Na zadnji strani platna je napis, ki v prevodu pomeni »In vse bitje je plamen, trpljenje« ali »In vse bitje je goreča žalost«.
Naslov Usoda živali izhaja iz prikazanega kaotičnega prizora. Živali so raztresene po celotnem platnu v tako imenovanem postapokaliptičnem okolju. Prizor prikazuje gozd, ki ga uničujejo ognjeni zublji, ki so vidni naokoli. Sliko sestavlja moder jelen v sredini platna, dva merjasca na levi strani, dva konja nad merjascema in štiri neznane figure na desni strani. Štiri neidentificirane živali naj bi bile jeleni, lisice ali volkovi. Večina strokovnjakov verjame, da so živali jeleni na podlagi Marcovih starejših del, kjer jih prikazuje z enakimi barvami in fizičnimi lastnostmi.:270
To je slutnja prve svetovne vojne, ki jo je Marc doživel, ko je živel v Nemčiji. Brutalnost življenja živali v prikazanem trenutku je odražala, kaj bo bližajoča se vojna naredila ljudem po svetu. Uničenje, kaos in žalost, ki jih gledalec vidi, povzemajo očiten izid, ki bi ga prinesla prihodnja vojna.

## Tehnike
Slika vsebuje samo diagonalne črte. Pomanjkanje vodoravnih in navpičnih črt v celotni sliki skupaj z globokimi barvami ustvarja napetost. Ta napetost dodatno poudari kaos in nasilje v življenju živali. Te diagonale so poudarjene na tri glavne načine: vrstni red sestave, diagonalna drža živali in »položaj živali v skladu z diagonalami.  Diagonale prav tako pomagajo pri pripovedi, saj delujejo kot ognjene iskre, ki se razpršijo po prostoru. 
Marcove slike so imele ponavljajočo se temo barv, ki so predstavljale določene stvari.:969 Modra bi predstavljala moške ter resnost in duhovnost, ki ju nosijo. Rumena bi upodabljala ženske in njihovo čutno in nežno stran. Rdeča bi predstavljala materijo ter njeno težo in brutalnost. Franz Marc uporablja te barve v sliki Usoda živali za nadaljevanje svoje stalne teme barv. Modri jelen na sredini je samec, ki ima veliko duhovnosti. Nekateri učenjaki menijo, da se na modrega jelena gleda kot na žrtev, kar dokazujeta barva in dvignjena drža.

## Pripoved
Gozdni požar je prikazan s številnimi živalmi v kaosu. Prizor se začne v zgornjem levem kotu, kjer so prisotne tri glavne iskre. Te ognjene iskre prihajajo iz neznanega vira in bodo začele vžigati več ognja in večino živali. Pod konjem je veliko diagonal, pobarvanih rdeče. To je prva od iskric, ki je zanetila tla pod konji. Konj na levi ima obraz agonije in joka. Konj na desni se bolj sprijazni s svojo usodo prihajajoče smrti in gleda stran od ognja.
Naslednja iskrica, ki se pojavi, je rjava črta, ki je tik čez vrat modrega jelena. Zgreši modrega jelena in se usmeri proti merjascem v spodnjem levem kotu slike. Merjasci sprejemajo svojo očitno smrt zaradi plamena. Merjasca sta obrnjena stran od plamena, ki prihaja naravnost proti njima in oba imata žalosten obraz.
Zadnja glavna iskra je večja rdeča diagonala, ki je za modrim jelenom. Spet ta iskra zgreši jelena in pristane ter vžge tla za njim. Glavne velike diagonale, ki potekajo čez platno od zgornje sredine do spodnje desne strani, so drevo. To drevo pada na jelena in njegovo dramatično držo z dvignjeno glavo. To je še eno sprejemanje usode za živali.
Štiri živali na desni so edine živali, ki so popolnoma varne pred kakršno koli poškodbo. Nobena iskra ne leti proti njim in nobeno drevo ne bo padlo nanje. Ni jasno, zakaj so bile te živali izbrane kot edina bitja, varna pred škodo uničujočega gozda.

## Marcova upodobitev živali
Poleg Marcovih ponavljajočih se barvnih tem je na enak način upodabljal tudi živali. Jeleni so bili Marcu svete živali. Običajno jih je slikal, tako kot večino svojih živali, na zelo miren način. Njegova dela, kot so Konji na paši IV (Rdeči konji), Rumena krava in Pes leži v snegu, prikazujejo živali v mirnem okolju. Usoda živali predstavlja kontrast njegovemu običajnemu upodabljanju živali, v katerem svoje ljubljene živali postavi v prizor uničenja.
Edina žival, ki v Marcovih delih ni ostala dosledna, so bili konji. Bili so povsod, od svetih, ambicioznih, do človeških in povsod vmes.:34 To bi lahko pojasnilo, zakaj je edina žival, ki kaže svoje žile, eden od konjev.